# Табернакл Тауншип (Нью-Джерсі)
Табернакл Тауншип (англ. Tabernacle Township) — селище (англ. township) в США, в окрузі Берлінгтон штату Нью-Джерсі. Населення — 6776 осіб (2020).

## Демографія
Згідно з переписом 2010 року, у селищі мешкало 6949 осіб у 2375 домогосподарствах у складі 1978 родин. Було 2445 помешкань
Расовий склад населення:
| - 95,8 % — білих - 1,4 % — чорних або афроамериканців - 0,7 % — азіатів - 0,1 % — вихідців з тихоокеанських островів - 0,1 % — корінних американців |

До двох чи більше рас належало 1,1 %. Частка іспаномовних становила 2,8 % від усіх жителів.
За віковим діапазоном населення розподілялося таким чином: 24,1 % — особи молодші 18 років, 64,7 % — особи у віці 18—64 років, 11,2 % — особи у віці 65 років та старші. Медіана віку мешканця становила 42,8 року. На 100 осіб жіночої статі у селищі припадало 101,2 чоловіків;  на 100 жінок у віці від 18 років та старших — 100,8 чоловіків також старших 18 років.
Середній дохід на одне домашнє господарство  становив 105 858 доларів США (медіана — 98 375), а середній дохід на одну сім'ю — 114 393 долари (медіана — 110 324). Медіана доходів становила 64 688 доларів для чоловіків та 54 855 доларів для жінок. За межею бідності перебувало 3,5 % осіб, у тому числі 1,7 % дітей у віці до 18 років та 4,4 % осіб у віці 65 років та старших.
Цивільне працевлаштоване населення становило 3704 особи. Основні галузі зайнятості: освіта, охорона здоров'я та соціальна допомога — 34,6 %, роздрібна торгівля — 11,8 %, публічна адміністрація — 9,6 %, науковці, спеціалісти, менеджери — 9,3 %.